# Kuchlug

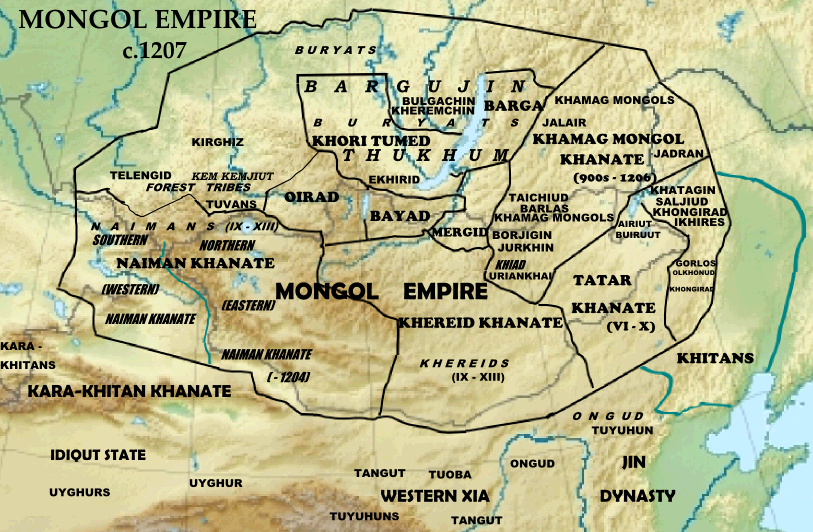
Imperio mongol c. 1207

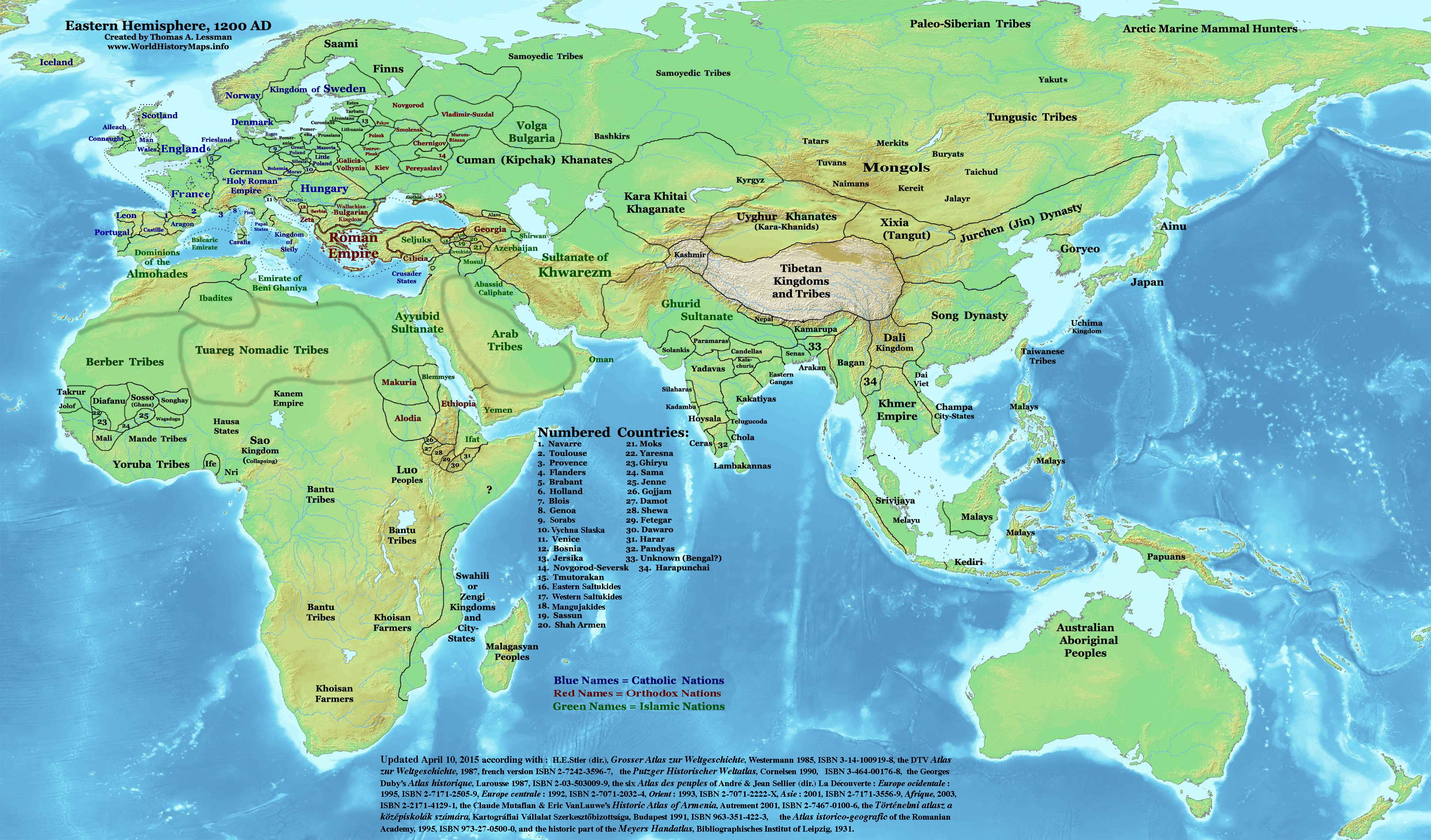
Mapa de Asia y Europa hacia el 1200 d. C.

Kuchlug, o Kuchtlug (también Küchlüg, Küçlüg), fue un líder de la tribu Naiman de Mongolia occidental. Fue derrotado por Genghis Khan y huyó hacia el oeste hacia el Kanato de Kara-Kitai, donde se convirtió en consejero del kan local. En el año 1210 se apoderó del kanato. Fue asesinado por los mongoles cuando conquistaron la región en 1218.

## Orígenes y huida al oeste
Kushluk era el hijo de Taibuca, el Kan de Tayang, líder de la tribu Naiman. En 1204 Jamuca, el jefe mongol rival de Temujin (posteriormente llamado Gengis Khan), se refugió entre los Naiman. Temujin lo persiguió y lanzó un ataque contra la tribu. Al principio Taibuca dudó en cómo reaccionar, considerando que era mejor retirarse a los montes Altái y atacar a los mongoles desde allí. Sin embargo, Kuchlug prefería atacar directamente a los mongoles en campo abierto hasta el punto que consideró que las intenciones de su padre lo convertían en un cobarde. Taibuca terminó cediendo y permitió a Kuchlug llevar a cabo su ataque.
La batalla fue un desastre para los Naiman. Jamuca los abandonó y huyó. Taibuca fue herido mortalmente y su principal comandante murió en la batalla. El resto de la tribu se rindió a Temujin y fue absorbida en sus filas. Kuchlug consiguió escapar con unos pocos soldados Naiman hacia el oeste, refugiándose en Kara Irtish.
Gengis Kan desconfiaba de Kuchlug, considerando que todavía podía convertirse en una amenaza. En 1208 se enfrentaron de nuevo en batalla y Kuchlug fue derrotado de nuevo y huyó hacia el oeste a Semirechye, tratando de encontrar protección en el kanato de Kara Kitai.

## En Kara Kitán

### Rebelión contra el Gur-Kan
Kuchlug consiguió protección del Kanato de Kara-Kitai, y pronto se convirtió en un personaje influyente entrando al servicio del Gur-Kan (El Kan del mundo), el gobernante de Kara Kitai, como consejero, e incluso llegó a casarse con una de sus hijas. También reorganizó a sus seguidores Naiman en una unidad militar bajo sus órdenes.
Durante esta época los habitantes de Kara Kitai estaban enfrentados con Allah al-Din Mohamed II de Corasmia. Tras haber conquistado el resto del kanato de Kara Khanid en el territorio del actual Uzbekistán, Mohammed dirigió su atención hacia Kara Kitai. Durante la guerra contra los corasmios Kuchlug vio su oportunidad y en 1210 se rebeló contra su suegro con el apoyo de Mohammed II.
El Gur Kan se retiró a su capital de Balasagun. En el año 1211 finalmente fue capturado por Kuchlug. Al Gur Kan se le permitió seguir siendo el gobernante de Kara Kitai, por lo menos de forma nominal, pero Kuchlug se convirtió en el verdadero poder del kanato. Cuando el Gur Kan murió en 1213, Kuchlug tomó el control directo del kanato.

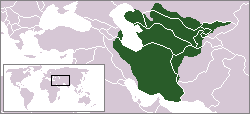
Imperio Corasmio

### Guerra contra Mohammed II
Cuando Kuchlug se estableció como gobernante, Mohammed le pidió que le cediera varios territorios del Kanato de Kara-Kitai a cambio del apoyo que le había prestado. Kuchlug se negó y finalmente ambos reinos entraron en guerra. La lucha fue feroz y ambos bandos cometieron enormes atrocidades contra la población, pero en última instancia ninguno de los dos consiguió imponerse y el río Syr Darya se convirtió en la frontera de facto entre los dos gobernantes.

## Influencias religiosas
Kuchlug pertenecía a la tribu Naiman y era un devoto cristiano nestoriano. Puede asumirse que junto con sus soldados llevó sus creencias a las tierras de Kara Khitai. Además, su esposa era budista. Cuando Kuchlug asumió el poder en el kanato a menudo demandó a la población de varias ciudades que eligiera convertirse al nestorianismo o al budismo o se enfrentara a un castigo.
Durante esta época comenzaron a llegar a Occidente historias sobre la guerra entre el gobernante cristiano Kuchlug y el musulmán Mohammed II. Estas historias terminaron mezclándose con la leyenda sobre el Preste Juan que desde su reino en oriente luchaba contra los musulmanes.
Más allá de sus creencias personales, la feroz guerra de Kuchlug contra Mohammed II le dieron fuertes motivaciones para odiar el Islam. Comenzó a perseguir a los musulmanes de su reino, especialmente en las ciudades del Turkestán oriental. En una de las persecuciones el imán de Hotan fue clavado en la puerta de su madraza. Varias ciudades de Yarkand y Kashgar  se encontraban desesperadas bajo su sangriento dominio.

## Caída y muerte
En 1218, el gobernante de Otrar (una ciudad controlada por Allah al-Din Mohamed II) humilló y asesinó a dos embajadores enviados por Gengis Kan. Enfurecidos por este insulto, los mongoles se prepararon para atacar a Mohammed II. Sin embargo, para llegar al territorio de Mohammed los mongoles tenían que atravesar el reino de Kara Kitai controlado por Kuchlug. Antes de invadir el reino de Corasmia era necesario someter o derrotar a Kuchlug.
En 1218, los mongoles atacaron el kanato de Kara Kitai. Tras una breve resistencia en Zhetysu, la ciudad capital de Balasagun se rindió sin lucha y Kuchlug huyó al sur hacia Kashgar. Sin embargo, los residentes musulmanes, enfurecidos por las persecuciones que habían sufrido, se negaron a ayudarle. Continuó huyendo hacia el sur hacia el Pamir, y finalmente llegó a la frontera del Badakhshan. Allí un grupo de cazadores consiguió capturarlo y lo entregaron a los mongoles. Fue decapitado, y su cabeza fue exhibida por las ciudades que habían sufrido bajo su gobierno.

## En la cultura popular
En el videojuego Age of Empires II: The Age of Kings Kuchlug aparece bajo el nombre Kushluk en el segundo nivel de la campaña de Gengis Kan, dirigiendo el reino de Kara Kitán contra Gengis.